# لي ماثيوز
لي ماثيوز (بالإنجليزية: Lee Matthews)‏ (16 يناير 1979 بميدلزبرة في المملكة المتحدة - ) هو لاعب كرة قدم بريطاني في مركز الهجوم. لعب مع بورت فايل وليدز يونايتد ونادي بريستول روفيرز ونادي بريستول سيتي ونادي غيلينغهام ونادي كرو ألكساندرا ونوتس كاونتي ويوفل تاون ونادي ليفينغستون لكرة القدم ودارلينجتون إف سى.

## وصلات خارجية
- لي ماثيوز على موقع قاعدة بيانات كرة القدم.إي يو (الإنجليزية)
- لي ماثيوز على موقع Soccerbase.com (لاعب) (الإنجليزية)
- لي ماثيوز على موقع عالم كرة القدم.نت (الإنجليزية)